# 242 Kriemhild
Crimilde o 242 Kriemhild è un asteroide della fascia principale del diametro medio di circa 38,9 km. Scoperto nel 1884, presenta un'orbita caratterizzata da un semiasse maggiore pari a 2,8621749 UA e da un'eccentricità di 0,1210165, inclinata di 11,31868° rispetto all'eclittica.
Il suo nome è dedicato a Crimilde, un personaggio della mitologia norrena ed un'eroina del Nibelungenlied.